# Grafschaft Brienne
Die Grafschaft Brienne war ein kleines mittelalterliches Feudalterritorium in Frankreich gelegen in der historischen Landschaft Champagne.  Mit der Gemeinde Brienne-le-Château als Zentrum hatte sie deren nähere Umgebung umfasst, entsprechend dem Süden des heutigen Kantons Brienne-le-Château im Département Aube. Sie grenzte im Süden an die Grafschaften von Bar-sur-Seine und Bar-sur-Aube sowie im Westen an die Grafschaft Troyes und im Norden an die Grafschaft Rosnay.

## Geschichte
Bereits zu merovingischer Zeit hat im fränkischen Reich der pagus Breonensis existiert, welcher offenbar unter den Karolingern in zwei Verwaltungseinheiten geteilt wurde. Denn in dem 853 von König Karl den Kahlen erlassenen Kapitular von Servais wird er als „duobus Brionisis“ bezeichnet. Aus dem südlichen Teil des alten Pagus ist ab dem 10. Jahrhundert die Grafschaft Brienne hervorgegangen, während sich zeitgleich im nördlichen Teil die Grafschaft Rosnay etabliert hatte.
Die Grafschaft Brienne war keine der großen Territorialherrschaften des feudalen mittelalterlichen Frankreichs, das machtpolitische Gewicht seines Grafenhauses war regional begrenzt und spätestens ab dem 11. Jahrhundert hatte es die lehnsrechtliche Oberhoheit der mächtigen Grafen der Champagne anerkennen müssen. Bekanntheit hatte es dafür im Hochmittelalter als Familie mit langer Kreuzfahrertradition erlangt. Ihr berühmtester Spross war Johann von Brienne der es zum König von Jerusalem, Schwiegervater von Kaiser Kaiser Friedrich II.  und Kaiser von Konstantinopel brachte. Jüngere Zweige des Hauses Brienne wurden Grafen von Bar-sur-Seine, Eu und Guînes. Ein anderer Seitenzweig hat in England bis in das 16. Jahrhundert bestanden.
Das erste Grafenhaus starb 1360 aus und es folgte bis 1397 das Haus Enghien nach. Dieses wurde vom französischen Zweig des Kaiserhauses der Luxemburger beerbt.

## Wappen
Die frühsten heraldischen Darstellungen des Hauses Brienne stammen aus dem 13. Jahrhundert und haben das Grundmotiv eines goldenen aufrechtstehenden Löwen auf blauem Schild (Bild 1). Diese Löwendarstellung erscheint erstmals auf einem Siegel Johanns von Brienne aus dem Jahr 1209. Auf Siegeln der gräflichen Hauptlinie erscheint dieses Motiv in der Folge ergänzt mit Schindeln (Bild 2), welches heute als Wappen der Commune Brienne-le-Château dient.

Bild 1
Bild 2

## Erste Grafen (Haus Brienne)
- Engelbert I. (genannt 951 und 968)
- Engelbert II. († vor 1027/31) wohl dessen Sohn
- Engelbert III. († vor 1035) wohl dessen Sohn
- 1035–1089 Walter I. Sohn
- 1089–1125 Érard I. Sohn (sein jüngerer Bruder war Graf Milon II. von Bar-sur-Seine)
- 1125–1161 Walter II. Sohn
- 1161–1191 Érard II. Sohn
- 1191–1205 Walter III. Sohn (sein jüngerer Bruder war König Johann von Brienne)
- 1205–1246 Walter IV. der Große Sohn (war von 1221 bis 1250 Graf von Jaffa)
- 1246–1261 Johann I. Sohn
- 1261–1296 Hugo Bruder
- 1296–1311 Walter V. Sohn (war von 1308 bis 1311 Herzog von Athen)
- 1311–1356 Walter VI. Sohn (Herzog von Argos und Nauplia, Connétable von Frankreich)
- 1356–1360 Isabella Schwester

## Haus Enghien
- 1360–1364 Sohier Sohn Isabellas und des Walter III. d'Enghien
- 1364–1381 Walter VII. Sohn
- 1381–1394 Ludwig I. Bruder Sohiers
- 1394–1397 Margarethe Tochter

## Haus Luxemburg-Ligny
- 1394–1397 Johann II. de Luxembourg Ehemann Margarethes, Sohn des Grafen Guido V. von St. Pol
- 1397–1433 Peter I. Sohn (Graf von St. Pol), sein jüngerer Bruder, Johann II. von Ligny, nahm am 23. Mai 1430 Johanna von Orléans gefangen
- 1433–1475 Ludwig II. Sohn (als Ludwig I., Graf von St. Pol und Ligny)
- 1475–1481 Peter II. Sohn (Graf von St. Pol und Soissons) – aber auch: Charles I. d’Amboise, der für die gleiche Zeit als Graf von Brienne genannt wird
- 1481–1519 Antoine I. Bruder (Graf von Ligny)
- 1519–1530 Karl I. Sohn (als Karl II. Graf von Ligny)
- 1530–1557 Antoine II. Sohn (Graf von Ligny)
- 1557–1576 Johann III. Sohn (Graf von Ligny)
- 1576–1608 Karl II. Sohn (als Karl III. Graf von Ligny)
- 1608–1647 Louise de Brienne Schwester, verheiratet mit Bernard de Béon, Marquis de Bouteville
- 1647–1665 Louise de Béon Tochter

## Haus Loménie
- 1647–1666 Henri-Auguste de Loménie Ehemann Louises II. (war von 1643 bis 1663 Außenminister Frankreichs)
- 1666–1698 Louis Henri Sohn
- 1698–1758 Nicolas Sohn
- 1758–1794 Louis-Marie-Athanase Sohn (war von 1787 bis 1788 Verteidigungsminister Frankreichs)